# Густавссон, Бенгт
Бенгт Улов Эмануэль Густавссон (швед. Bengt Olov Emanuel Gustavsson; 13 января 1928, приход Юлита, коммуна Катринехольм, Сёдерманланд — 16 февраля 2017, Норрчёпинг) — шведский футболист, защитник и полузащитник.

## Карьера
Дебютировал в клубе «Гюсумс». Оттуда футболист перешёл в «Норрчёпинг». После ухода из клуба Гуннара Нордаля был переведён в нападение. Но после прихода на пост главного тренера Карла Адамека, был возвращён в оборону. С «Норрчёпингом» выиграл два титула чемпиона Швеции. За клуб он провёл 147 матчей и забил 17 голов. В 1956 году перешел в клуб «Отвидаберг», в составе которого выступал на протяжении полугода. В том же году он уехал в Италию, в клуб «Аталанта». 30 сентября футболист дебютировал в составе команды в матче с «Болоньей» (3:2). За «Аталанту» играл на позиции полузащитника, проведя 145 матчей. Затем он вернулся на родину в «Отвидаберг», где и завершил игровую карьеру, проведя сезон 1964/1965 в качестве играющего тренера.
В состав сборной Швеции был приглашен в 1951 году, первоначально играя за вторую команду. 21 октября того же года он дебютировал в первой команде в матче с Данией, где его команда проиграла 1:3. В 1952 году футболист поехал в национальной команды на Олимпиаду, где шведы выиграли бронзовые медали. Сам защитник провёл на поле все 4 матча. Он регулярно играл за сборную и в 1958 году стал участником чемпионата мира. Густавссон провёл на поле все 6 матчей, выполняя центральную роль в обороне команды, а сборная добилась своего наивысшего в истории результата — дошла до финала, где проиграла Бразилии. Последний матч за сборную Бенгт провёл 19 июня 1963 года с Югославией (0:0).
Тренерскую карьеру начал в 1964 году в клубе «Отвидаберг». Первый сезон он ещё выходил на поле, а в последующие сконцентрировался только на тренерской работе. В 1970 году привёл «Отвидаберг» к выигрышу Кубка Швеции, первом национальном трофее в истории команды. Затем он недолго возглавлял молодёжную сборную Швеции. Потом с 1973 по 1974 год работал с «Эстером» и вернулся в «Норрчёпинг», но успехов в этот период не добился. Он тренировал клуб «Хаммарбю» с 1979 по 1981 год, а потом клуб второго дивизиона, «Слейпнер». Также футболист поработал ассистентом главного тренера «Норрчёпинга».

## Личная жизнь
Густавссон был женат. У него было двое детей. Прозвище «Юлле» Бенгт получил из-за того, что родился в приходе Юлита, коммуна Катринехольм.

## Достижения

### Как игрок

#### Командные
- Чемпион Швеции: 1947/1948, 1951/1952

#### Личные
- Футболист года в Швеции: 1953

### Как тренер
- Обладатель Кубка Швеции: 1969/1970